# Resource Utilization Group
Resource Utilisation Groups (RUG, deutsch auch Pflegeaufwandgruppen) sind aus den Merkmalen von Pflegeheim-Bewohnern gebildete Gruppen mit ähnlichem Ressourcenverzehr .

## Merkmale
- „klinische“ sinnvolle Gruppierung von Bewohnern
- Ähnlichkeit mit Fallpauschalen (DRGs) im Akutbereich
- auf Basis Tagespauschale definiert
- Pflegerelevante Bewohner- und Leistungsmerkmale
- Pflege- und Therapieaufwand
- Basieren auf den MDS-Assessmentdaten